# Aprifrontalia mascula
Aprifrontalia mascula là một loài nhện trong họ Linyphiidae.
Loài này thuộc chi Aprifrontalia. Aprifrontalia mascula được Ferdinand Karsch miêu tả năm 1879.